# Conférence de recherche
Une conférence de recherche est une conversation en grand groupe axée sur une tâche. 
Il s'agit d'une méthode de planification participative qui permet aux gens de créer un plan pour l'avenir le plus souhaitable de leur communauté ou de leur organisation, un plan qu'ils prennent la responsabilité de mettre en œuvre eux-mêmes. Le processus des conférences de recherche aide les organisations à surmonter les hypothèses limitatives et à créer un environnement, ou structure, qui facilite l'apprentissage novateur. Et c'est grâce à l'interaction des participants des domaines concernés que cet objectif est atteint.Cela permet de créer des visions communes et d'amorcer le déploiement de ces visions en créant des équipes autogérées pour travailler sur les détails de la façon dont le plan doit être réalisé.

## Histoire
Cette méthode de planification est utilisée dans le monde entier depuis plus de 30 ans. Ce sont Fred Emery et Eric Trist qui ont introduit la première conférence de recherche en 1950 pour fusionner deux fabricants de moteurs d'avion en Grande-Bretagne et ont développé cette méthode ensemble. Puis, en 1965, ces deux personnalités publièrent un article révolutionnaire dans Human Relations avec le message : l'environnement est une entité qui change de nature avec le temps. C'est dans les années 1970 que Fred et Merrelyn Emery ont développé la théorie des systèmes ouverts pour renforcer la méthode. Ils ont organisé 300 conférences de recherche au cours des années 1970 en Australie.
Les conférences sur la recherche sont devenues populaires aux États-Unis au début des années 1980. Enfin, Fred et Merrelyn Emery étaient prêts à partager leurs connaissances et leurs expériences lors d'une série de séminaires en 1993 qui ont mené à des recherches sur l'avenir de la démocratie participative dans les milieux de travail américain, canadien et mexicain.
Des entreprises de renom ont essayé des conférences de recherche telles que Microsoft, qui a utilisé cette méthode pour faciliter le développement de nouveaux produits en organisant quatre conférences de recherche consécutives qui ont abouti à une réunion pour intégrer des idées, des stratégies et des plans d'action. Il en est résulté une stratégie globale pour chacune des lignes de produits de la division. Mais aussi, Ford Electronics : une usine canadienne qui a mené des recherches en 1982 pour déterminer comment survivre dans son marché. Il en est résulté un changement d'état d'esprit. Plutôt que de fabriquer des pièces pour Ford, ils ont décidé de devenir un laboratoire d'apprentissage de nouvelles technologies et pratiques de gestion qui pourraient être exportées vers d'autres installations Ford. Cela a conduit à la refonte de l'installation, à l'attribution d'un prestigieux prix de qualité et à l'agrandissement de l'usine qui est passée de 900 à 1 800 employés.

## Les objectifs
La conférence de recherche a de nombreux objectifs. Il s'agit tout d'abord de produire une relation d'adaptation dans un dialogue participatif entre les responsables de l'orientation stratégique de l'entreprise dans une atmosphère ouverte et sécurisée qui favorise une réflexion extraordinaire.
Plus important encore, la conférence de recherche est conçue pour identifier de nouvelles façons d'atteindre un résultat souhaité et d'accroître l'efficacité de la planification stratégique. Ce processus peut également aider deux organisations à fusionner avec succès, ou à s'associer pour offrir et créer une innovation mondiale.
La conférence de recherche permet donc d'élaborer des stratégies créatives et réalisables grâce à des approches collaboratives et participatives tout en intégrant les différences culturelles, régionales et/ou de valeurs. Cependant, ce processus se heurte à des limites, car les conflits et les différences sont reconnus mais non résolus. Elle peut aussi être compliquée à gérer sur le plan logistique et nécessite une très bonne organisation et du temps, deux à trois jours.

## Conception générale de la conférence de recherche[6]
Les conférences de recherche se déroulent en trois étapes principales : pré-planification, conférence et mise en œuvre.

### Pré-planification
En ce qui concerne la pré-planification, il y a deux sous-parties. D'abord, la première séance de planification de six à huit heures pour déterminer si une conférence de recherche répondra aux besoins de l’entreprise/organisation. Si tel est le cas, l'étape suivante consiste à définir les thèmes à aborder et les objectifs.
Pour la deuxième séance de planification, qui dure de trois à quatre heures, c'est l'occasion de faire le point sur les progrès et de réorienter les efforts si nécessaires. On répond aux questions et tous les plans de la conférence sont finalisés. 

### La conférence
La deuxième grande étape d'une conférence est la conférence elle-même. Cette dernière dure une journée entière ou plus. Pendant la conférence, les gens travaillent ensemble dans le respect et l'ouverture, le plus souvent en tant que grande communauté de conférence. Il n'y a pas de hiérarchie en place, rien n'est fait individuellement, pas de notes privées : les paroles des participants sont prononcées à haute voix et enregistrées sur du papier millimétré à la vue de tous. Il n'y a pas non plus de présentateurs, de discours ou de séances de formation.
On s'attend à ce que les participants accomplissent une série de tâches en petits et grands groupes, menant à une séance d'établissement d'objectifs stratégiques et de planification d'action. Il s'agit d'analyser l'environnement dans son contexte, d'e comprendre le fonctionnement initial de la communauté ainsi que les règles et structures qui influencent les problèmes actuels, mais aussi de planifier comment le système peut s'améliorer dans l'environnement actuel, ce qui se traduit généralement par des plans d'action réalistes.

### La mise en œuvre
Enfin, la dernière étape d'une conférence de recherche est la mise en œuvre du projet. Tout d'abord, les sessions de suivi sont menées en évaluant le succès final de la conférence en termes de facilité avec laquelle les plans d'action peuvent être mis en œuvre. Ensuite, les rôles et les délais sont assignés aux personnes et enfin les plans d'action sont mis en pratique.